# Aldée Cabana
Pour les articles homonymes, voir Cabana.
Joseph Jean Louis Aldée Cabana, né le 20 juillet 1935 à Beloeil et mort le 14 novembre 2018 à Sherbrooke, est un chimiste canadien.

## Biographie
Né au sein d'une famille de quatre enfants et originaire de Beloeil, Aldée Cabana fut initié très jeune au travail afin d'aider son père dans le commerce familial.
Cet apprentissage lui fut utile lorsqu'il dû payer ses études. En effet, il dut s'exiler vers la grande ville afin de compléter sa scolarité, obtenant son baccalauréat en 1958, sa maitrise en 1959 et son doctorat en 1962, le tout en chimie à l'Université de Montréal. S'étant démarqué par ses compétences, il fut recruté par l'université de Princeton au New Jersey afin de compléter un stage post-doctoral de 1961 à 1963. 
Désireux de redonner à la société qui l'avait éduqué, il revint s'installer au Québec afin de travailler à l'Université de Sherbrooke. Initialement professeur de chimie, il fut nommé doyen de la faculté des Sciences en 1978. Il occupa ce poste jusqu'en 1985, où il fut nommé recteur. Ayant été apprécié lors de son premier mandat, il fut réélu avant de tirer sa révérence en 1993. Il fut par la suite le vice-président exécutif des Industries C-MAC jusqu'en 2000, année où il se retira pour consacrer du temps à sa famille. Par ailleurs, de 1979 à 2007, Aldée Cabana s'est impliqué sur le conseil d'administration de nombreuses entreprises et organismes sans but lucratif.
Aldée Cabana reçut de nombreux prix et reconnaissances tout au long de sa carrière, à commencer par le Gerhard Herzberg Award de la Société de spectroscopie du Canada en 1976. Par la suite, il fut nommé membre titulaire de l'Institut de chimie du Canada en 1980. En 1983, il reçut le Prix Urgel-Archambault de l'Association francophone pour le savoir. Son parcours professionnel incita l'université qui l'avait formé, soit celle de Montréal, à le nommer récipiendaire de la médaille de l'université en 1991. L'une de ses grandes fiertés fut d'être nommé membre de l'Ordre du Canada en 1993. Par ailleurs, l'ordre des chimistes du Québec le nomma Compagnon de Lavoisier en 1994. Enfin, l'Université de Sherbrooke reconnut la grande contribution d'Aldée Cabana en le nommant Grand ambassadeur en lors du Gala du rayonnement de 1996.
Aldée Cabana s'est éteint en compagnie des siens en 2018 des suites d'une longue maladie,.